# Diecéze hildesheimská
Diecéze hildesheimská (latinsky Dioecesis Hildesiensis) je římskokatolická diecéze v Německu, která se nachází v severní části země a zahrnuje centrální část spolkové země Dolní Sasko. Sídlem biskupa je katedrála Nanebevzetí Panny Marie v Hildesheimu.

## Historie
Diecéze Hildesheim byla založena v roce 800 císařem Ludvíkem I. Pobožným jako sufragánní diecéze mohučské metropole. V roce 1215 získalo biskupství v rámci Německé říše plnou politickou nezávislost a bylo zřízeno suverénní biskupské knížectví s hlavním městem Hildesheim.
Během reformace konvertovala většina obyvatel Dolního Saska k luteránství, což vedlo ke zrušení sousedních biskupství. V roce 1803 byla diecéze sekularizována.
V roce 1824, po uzavření konkordátu mezi Svatým stolcem a Hannoverským královstvím, papež Pius VII. bulou Impensa Romanorum Pontificum nově vymezil hranice diecéze. Stal se součástí kolínské církevní metropole.
24. října 1994 byla diecéze Hildesheim papežem Janem Pavlem II. začleněna do nově vytvořené hamburské církevní provincie.

## Biskupové
- Diecézní biskup: Heiner Wilmer
- Pomocní biskupové: Heinz-Günter Bongartz, Nikolaus Schwerdtfeger
- Emeritní biskupové: Norbert Trelle, Hans-Georg Koitz

## Administrativní dělení
Diecéze hildesheimská se skládá ze 17 děkanátů.